# Bradano
Bradano är en av den italienska regionen Basilicatas viktigaste floder. Den rinner ut i Joniska havet. Floden avgränsade under antiken den italienska region III (Lucania et Brutii). 
Floden börjar vid byn Castel Lagopesole i den italienska kommunen Avigliano, provinsen Potenza, i Basilicata. Den flyter sydöst genom Basilicata, först genom provinsen Potenza och sendare provinsen Matera där bifloderna Basentello och Bilioso flyter in i Bradano. Floden passerar sedan sjön Lago di San Giuliano, varpå bifloden Gravina di Picciano och ytterligare en biflod, Fiumicello, ansluter sig till Bradano. Floden flyter en kort sträcka genom provinsen Taranto innan den mynnar ut i Joniska havet nära Taranto. 